# Kästner (Mondkrater)
Kästner ist ein Einschlagkrater am Ostrand der Mondvorderseite, südwestlich des Mare Smythii, südöstlich des Kraters Gilbert und nordöstlich von La Pérouse.
Der Kraterrand ist erodiert, der Kraterboden weitgehend eben.
| Buchstabe | Position          | Durchmesser | Link |
| --------- | ----------------- | ----------- | ---- |
| A         | 4,47° S, 77,24° O | 24 km       |      |
| B         | 6,23° S, 80,73° O | 19 km       |      |
| C         | 7,94° S, 76,89° O | 22 km       |      |
| E         | 8,04° S, 77,59° O | 12 km       |      |
| G         | 3,66° S, 79,25° O | 96 km       |      |
| R         | 6,89° S, 82,18° O | 17 km       |      |
| S         | 7,93° S, 83,06° O | 30 km       |      |

Der Krater wurde 1961 von der IAU nach dem deutschen Mathematiker Abraham Gotthelf Kästner offiziell benannt.